# Vernon Bůh Little
Vernon Bůh Little ( v originále Vernon God Little) je prvotina irského spisovatele DBC Pierra z roku 2003, za kterou získal Man Bookerovu cenu. Do češtiny knihu přeložil David Petrů a vydalo ji nakladatelství Odeon v roce 2005. Kniha je kritikou a satirou na současný život.

## Stručný děj
Jednoho dne při hodině matematiky začne žák školy Jesus střílet kolem sebe a nakonec obrátí zbraň proti sobě. Protože Jesus zemřel, hodí lidé všechnu vinu na Vernona, který byl jeho jediný kamarád. Této pomluvy se chytne policie a Vernona zatkne a soudí, i když při tom nic neprovedl.

## Ocenění
V roce 2003 získala kniha několik ocenění: Man Bookerova cena, Bollingerova cena, Whitbreadova cena.